# Sant Joan Despí (kommun)
Sant Joan Despí är en kommun i Spanien.  Den ligger i provinsen Barcelona och regionen Katalonien, i den östra delen av landet, 500 km öster om huvudstaden Madrid. Antalet invånare är 32 792, och arean är 5,6 kvadratkilometer. Sant Joan Despí gränsar till Sant Just Desvern, Esplugues de Llobregat, Cornellà de Llobregat, Sant Boi de Llobregat, Santa Coloma de Cervelló och Sant Feliu de Llobregat – i den västra delen av Barcelonas storstadsområde.
Terrängen i Sant Joan Despí är platt.